# Janusz Żarnowski

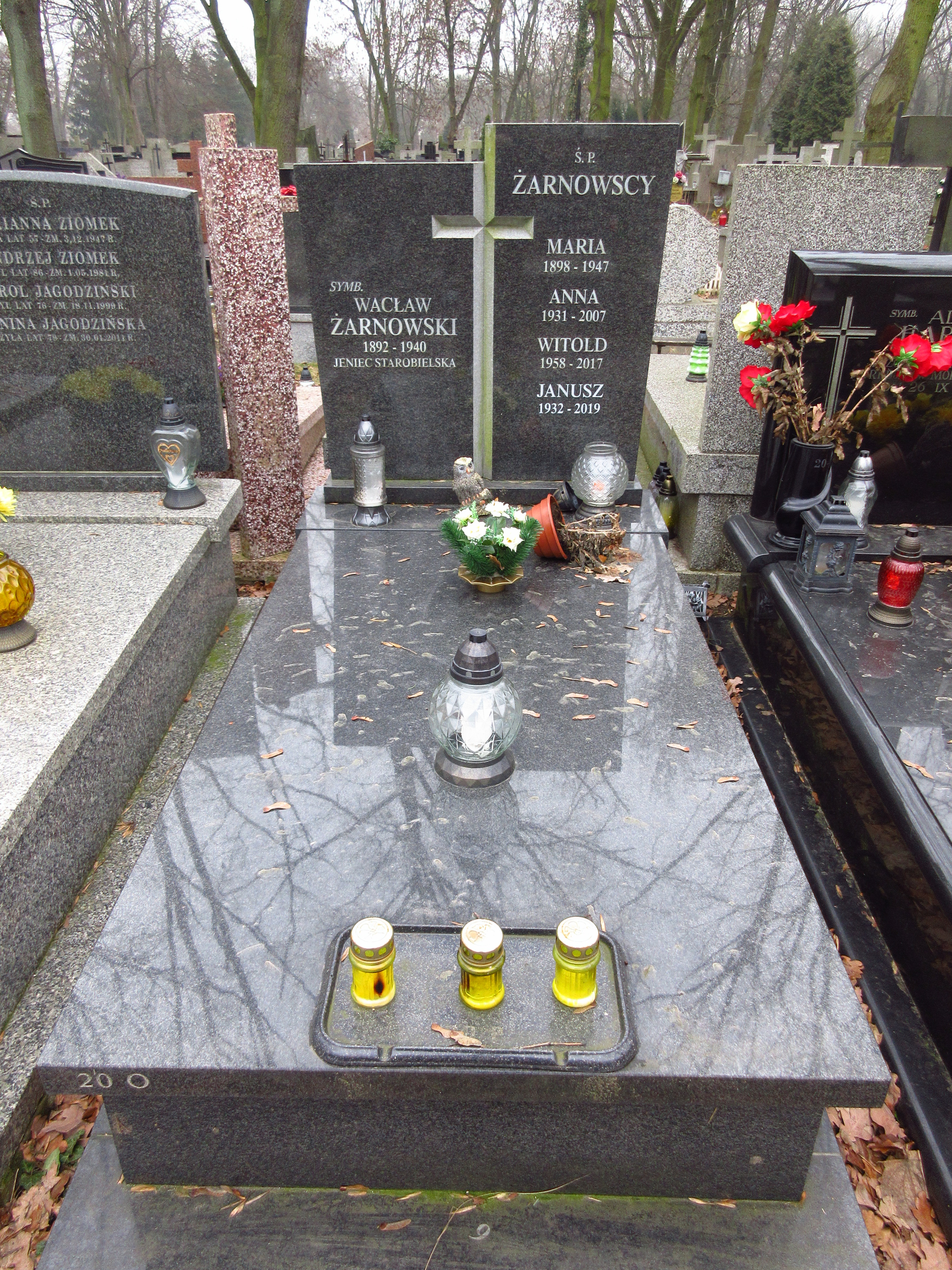
Grób Anny i Janusza Żarnowskich na cmentarzu Bródnowskim

Janusz Żarnowski (ur. 26 kwietnia 1932 w Warszawie, zm. 9 maja 2019 tamże) – polski historyk, profesor nauk humanistycznych.

## Życiorys
Był synem Wacława i Marii. Ukończył Liceum Ogólnokształcące im. B. Limanowskiego w Warszawie. Następne studiował na Wydziale Historycznym UW (magisterium w 1955). Doktorat obronił w 1960 (IH PAN), a habilitację w 1964. W 1972 otrzymał stanowisko profesora nadzwyczajnego, a w 1981 tytuł profesorski.
W latach 1949–1989 był członkiem PZPR. Od 1954 pracował przez rok jako asystent w Instytucie Historycznym UW, aspirant w Instytucie Nauk Społecznych przy KC PZPR w latach 1955-1957. Od roku 1956 do 2009 pracował w Instytucie Historii Polskiej Akademii Nauk w Warszawie jako st. asystent, adiunkt, docent, profesor (od 1972). W Instytucie był kierownikiem Zakładu Historii Europy Środkowej i Wschodniej (1966-1980) i Zakładu Dziejów Społeczeństwa Polskiego XIX i XX w. (od 1980). W latach 1960–1964 był członkiem redakcji kwartalnika Z Pola Walki. Od 2010 pracował w Szkole Łazarskiego w Warszawie.
W latach 2003–2011 pełnił funkcję przewodniczącego Komitetu Nauk Historycznych PAN. Od 2009 był członkiem Towarzystwa Naukowego Warszawskiego. Należał do Polskiego Towarzystwa Historycznego. Był przewodniczącym rady redakcyjnej czasopisma „Studia z Dziejów ZSRR i Europy Środkowej” i członkiem komitetu redakcyjnego „Dziejów Najnowszych”. Zapoczątkował serię wydawniczą „Metamorfozy społeczne”.
Należał do Polsko-Niemieckiej Komisji Podręcznikowej. Reprezentował Polskę na konferencjach Comité international des sciences historiques. Wykładał na uniwersytecie we Frankfurcie jako profesor wizytujący.
Zmarł 9 maja 2019. Został pochowany 17 maja 2019 na cmentarzu Bródnowskim w Warszawie (kwatera 20P-5-13).

## Praca badawcza
Należał do grona badaczy nurtu historiografii marksistowskiej. Badał historię społeczeństwa polskiego w XX w., w tym dzieje międzywojennej inteligencji. Zajmował się też historią techniki w Polsce, historią polityczną, zwłaszcza PPS w latach międzywojennych, dziejami społeczeństwa polskiego po 1945 r., oraz dziejami społecznymi Europy.
W latach późniejszych należał do kręgu badaczy skupionych wokół Witolda Kuli. W swoich badaniach czerpał z osiągnięć francuskiej szkoły historiograficznej Annales. Jest autorem ponad 300 pozycji naukowych, w tym kilkunastu książek.

## Publikacje
- Polska Partia Socjalistyczna w latach 1935-1939, Warszawa 1965
- Struktura społeczna inteligencji w Polsce w latach 1918-1939, Warszawa 1964
- Społeczeństwo Drugiej Rzeczypospolitej, Warszawa 1973[1]
- Ojczyzną był język i mowa. Kultura polska a odbudowa niepodległości w 1918 r. Warszawa 1978[1]
- Polska 1918-1939. Praca–technika–społeczeństwo, Warszawa 1992[1] (I wyd. ), Warszawa 1999 (wyd. II)
- W. Mędrzecki, Sz. Rudnicki, J. Żarnowski, Społeczeństwo polskie w XX wieku, Warszawa 2003[1]
- State, Society and Intelligentsia. Modern Poland and Its Regional Context, Aldershot 2004
- Historia społeczna: metodologia-ewolucja-perspektywy. Warszawa 2011[1]
- Współczesne systemy polityczne. Zarys problematyki. Warszawa 2012

## Odznaczenia i wyróżnienia
- 2003 - Krzyż Oficerski Orderu Odrodzenia Polski[7]
- Złoty Krzyż Zasługi
- Medal 30-lecia Polski Ludowej
- Medal 40-lecia Polski Ludowej
- Medal Komisji Edukacji Narodowej